# Luigi Enrico Rossi
Luigi Enrico Rossi (* 20. Juli 1933 in Rom; † 19. September 2009 ebenda) war ein italienischer Altphilologe.

## Leben
Luigi Enrico Rossi studierte Philologie an der Universität La Sapienza in Rom, der er bis zu seinem Lebensende verbunden blieb. Seine akademischen Lehrer waren unter anderen Carlo Gallavotti, Bruno Gentili, Scevola Mariotti und Gennaro Perrotta, zu dessen letzten Schülern Rossi gehörte.
Nach dem Studienabschluss war Rossi von 1960 bis 1965 Assistent für Klassische Philologie, ab 1965 außerplanmäßiger Professor (Professore incaricato), schließlich von 1980 bis zum 31. Oktober 2007 ordentlicher Professor für Griechische Literatur an der Universität La Sapienza.
Rossi engagierte sich seit den 1960er Jahren für den internationalen Austausch und wurde insbesondere zu einer Symbolfigur für die deutsch-italienischen Beziehungen. Forschungsaufenthalte führten ihn nach Deutschland, England, in die USA und in die Schweiz, in späteren Jahren auch nach Ägypten, Spanien und Argentinien. Er war ordentliches Mitglied der literarischen Gesellschaft L’Arcadia, der Society for the Promotion of Hellenic Studies und der Akademie Parnassos zu Athen. Am 9. Dezember 2005 verlieh ihm die Universität Freiburg die Ehrendoktorwürde.
Rossis Forschungsschwerpunkt war die griechische Literatur und Kulturgeschichte. Er beschäftigte sich mit der epischen und lyrischen Dichtung der archaischen Zeit, mit dem Symposion, mit dem griechischen Theater des 5. Jahrhunderts v. Chr., mit hellenistischer Dichtung, mit Literatur- und Gattungstheorie sowie mit antiker Metrik und Musik.

## Schriften (Auswahl)
- Metrica e critica stilistica. Il termine ‘ciclico’ e l’ ἀγωγή ritmica. Rom 1963.
- Verskunst. In: Der Kleine Pauly (KlP). Band 5, Stuttgart 1975, Sp. 1210–1219.
  - Ralph Keen (Übers.): A short introduction to Greek and Latin meter. New York 1978
- Letteratura greca. Florenz 1995.
- mit Roberto Nicolai: Storia e testi della letteratura greca. Drei Bände, Florenz 2002–2003.
- L’epica classica nelle traduzioni di Caro, Dolce, Pindemonte, Monti, Foscolo, Leopardi, Pascoli e altri. Rom 2003.